# 中金网
中金网是一个位于中国上海的新闻网站，关注外汇、基金、原油以及股票等资讯与行情，创立于2006年2月，由上海数奇投资管理有限公司投资建设。该网站隶属于中金网信息科技（广州）有限公司上海分公司，于2008年2月、2012年6月及2013年9月进行了三次重大改版。它的网站域名为cngold.com.cn。

## 争议
2017年4月，中金网侵权转载每日经济新闻关于“雄安新区”的系列现场报道。
2019年11月，中金网侵权转载每日经济新闻原创新闻作品，侵犯了它的知识产权。